# Широкое (Купянский район)
Широ́кое (укр. Широке) — село в Ольховатской сельской общине Купянского района Харьковской области Украины.
Код КОАТУУ — 6321484521. Население по переписи 2001 года составляет 35 (14/21 м/ж) человек.

## Географическое положение
Село Широкое находится в балке Дедова, на расстоянии в 2 км от сёл Попельное, Озерное и Устиновка.
К селу примыкает небольшой лесной массив (дуб, осина).

## История
- 1746 — дата основания.
- До 17 июля 2020 года село входило в Рубленский сельский совет, Великобурлукский район, Харьковская область.
- Население по переписи 2001 года составляло 35 (14/21 м/ж) человек.